# Lijst van voetbalinterlands Centraal-Afrikaanse Republiek - Tanzania
Deze lijst van voetbalinterlands is een overzicht van alle officiële voetbalwedstrijden tussen de nationale teams van de Centraal-Afrikaanse Republiek en Tanzania. De landen speelden tot op heden vier keer tegen elkaar. De eerste ontmoeting was een kwalificatiewedstrijd voor de Afrika Cup 2012 op 26 maart 2011 in Dar es Salaam. Het laatste duel, een groepswedstrijd tijdens het African Championship of Nations 2024, werd gespeeld in Dar es Salaam op 16 augustus 2025.

## Wedstrijden
| № | Plaats        | Datum            | Competitie                           | Wedstrijd                                | Uitslag |
| - | ------------- | ---------------- | ------------------------------------ | ---------------------------------------- | ------- |
| 1 | Dar es Salaam | 26 maart 2011    | Afrika Cup 2012 kwalificatie         | Tanzania – Centraal-Afrikaanse Republiek | 2 – 1   |
| 2 | Bangui        | 5 juni 2011      | Afrika Cup 2012 kwalificatie         | Centraal-Afrikaanse Republiek − Tanzania | 2 − 1   |
| 3 | Dar es Salaam | 23 maart 2022    | Vriendschappelijk                    | Tanzania − Centraal-Afrikaanse Republiek | 3 − 1   |
| 4 | Dar es Salaam | 16 augustus 2025 | African Championship of Nations 2024 | Centraal-Afrikaanse Republiek − Tanzania | 0 − 0   |

## Samenvatting
| Competitie                      | Totaal gespeeld | Winst Centr.-Afrik. Rep. | Gelijk | Winst Tanzania | Doelsaldo Centr.-Afrik. Rep. – Tanzania |
| ------------------------------- | --------------- | ------------------------ | ------ | -------------- | --------------------------------------- |
| Afrika Cup-kwalificatie         | 2               | 1                        | 0      | 1              | 3 − 3                                   |
| African Championship of Nations | 1               | 0                        | 1      | 0              | 0 − 0                                   |
| Vriendschappelijk               | 1               | 0                        | 0      | 1              | 1 − 3                                   |
| Totaal                          | 4               | 1                        | 1      | 2              | 4 − 6                                   |

Wedstrijden bepaald door strafschoppen worden, in lijn met de FIFA, als een gelijkspel gerekend.
FCF · A-internationals · 
Centraal-Afrikaans vrouwenelftal
1960 – 1969 ·
1970 – 1979 ·
1980 – 1989 ·
1990 – 1999 ·
2000 – 2009 ·
2010 – 2019 ·
2020 − 2029
Algerije ·
Angola ·
Bhutan ·
Botswana ·
Burkina Faso ·
Burundi ·
Comoren ·
Congo-Brazzaville ·
Congo-Kinshasa ·
Egypte ·
Equatoriaal-Guinea ·
Ethiopië ·
Gabon ·
Gambia ·
Ghana ·
Guinee ·
Guinee-Bissau ·
Ivoorkust ·
Kaapverdië ·
Kameroen ·
Kenia ·
Lesotho ·
Liberia ·
Libië ·
Madagaskar ·
Mali ·
Malta ·
Marokko ·
Mauritanië ·
Mozambique ·
Nigeria ·
Oeganda ·
Papoea-Nieuw-Guinea ·
Rwanda ·
Sao Tomé en Principe ·
Senegal ·
Soedan ·
Tanzania ·
Togo ·
Tsjaad ·
Tunesië ·
Zimbabwe ·
Zuid-Afrika
FAT · A-internationals · Olympische elftal · Vrouwenelftal
Algerije ·
Angola ·
Benin ·
Botswana ·
Brazilië ·
Bulgarije ·
Burkina Faso ·
Burundi ·
Centraal-Afrikaanse Republiek ·
China ·
Congo-Brazzaville ·
Congo-Kinshasa ·
Djibouti ·
Egypte ·
Equatoriaal-Guinea ·
Eritrea ·
Ethiopië ·
Gabon ·
Gambia ·
Ghana ·
Guinee ·
Indonesië ·
Ivoorkust ·
Jemen ·
Kaapverdië ·
Kameroen ·
Kenia ·
Lesotho ·
Liberia ·
Libië ·
Madagaskar ·
Malawi ·
Marokko ·
Mauritanië ·
Mauritius ·
Mongolië ·
Mozambique ·
Namibië ·
Nieuw-Zeeland ·
Niger ·
Nigeria ·
Oeganda ·
Palestina ·
Rwanda ·
Saoedi-Arabië ·
Senegal ·
Seychellen ·
Soedan ·
Somalië ·
Swaziland ·
Togo ·
Tsjaad ·
Tunesië ·
Zambia ·
Zimbabwe ·
Zuid-Afrika